# Медоева, Светлана Борисовна
Светла́на Бори́совна Медо́ева (осет. Медойты Барисы чызг Светланæ; р. 12 мая 1946, с. Весёлое, Северо-Осетинская АССР, РСФСР, СССР) — советская и российская театральная актриса, певица. Артистка Северо-Осетинского государственного академического театра имени В. В. Тхапсаева с 1968 года. Заслуженная артистка РФ (1999). Народная артистка Республики Южная Осетия (2021).

## Биография
Светлана Медоева родилась 12 мая 1946 года в селе Весёлое Моздокского района Северо-Осетинской АССР.
В 1964 году стала лауреатом Всероссийского смотра художественной самодеятельности.
В 1964—1968 обучалась на актёрском факультете ГИТИС им. Луначарского (мастерская проф. Н. В. Пажитнова и В. В. Цыганкова).
В 1968 году, по окончании института, была принята в Северо-Осетинский государственный академический театр, в котором служит и поныне.
Светлана Медоева также известна как исполнительница осетинских народных и эстрадных песен.
Писатель и драматург Валерий Иванов—Таганский в книге «Кого отмечает Бог» пишет: «Отличаясь широтой актерского диапазона, превосходной музыкальностью и драматическим темпераментом, Медоева, ко всему прочему,— актриса высочайшей культуры. Во всём, что она делает на сцене, есть мера, глубина, вкус и то обаяние, которое сразу отличает подлинный талант». Для зрителей Северной Осетии Светлана Медоева—живая легенда театральной и эстрадной сцены.

## Основные роли в театре
- Мария, Хосефа — «Дом Бернарды Альбы» Ф. Гарсиа Лорки;
- Анжелика — «Ринальдо идет в бой» Н. Джованини;
- Фатьма — «Свадьба Долата» Г. Рустамова;
- Лейла — «Зять Сырдона» Н. Музаева;
- Клотильда — «Перед заходом солнца» Г. Гауптмана;
- Елмысхан — «Материнская слава» Р. Хубецовой;
- Кудинат — «Веселые пастухи» Н. Саламова;
- Ацырухс — «Сын Сарта» П. Урумова;
- Дездемона — «Не говорите, что не слышали» В. Гаглоева;
- Маргарита — «Волчица» Н. Саламова);
- Солдатка — «Песня Софьи» Р. Хубецовой)

## Награды
- Заслуженная артистка России (26 января 1999 года)[3][4][7]
- Народная артистка Республики Южная Осетия (18 мая 2021 года)[8]
- Народная артистка Северо-Осетинской АССР
- Заслуженная артистка Северо-Осетинской АССР